# Acanthonevra trigona
Acanthonevra trigona
 es una especie de insecto del género Acanthonevra de la familia Tephritidae del orden Diptera. 

## Historia
Matsumura la describió científicamente por primera vez en el año 1905.